# Curació del cec Bartimeu

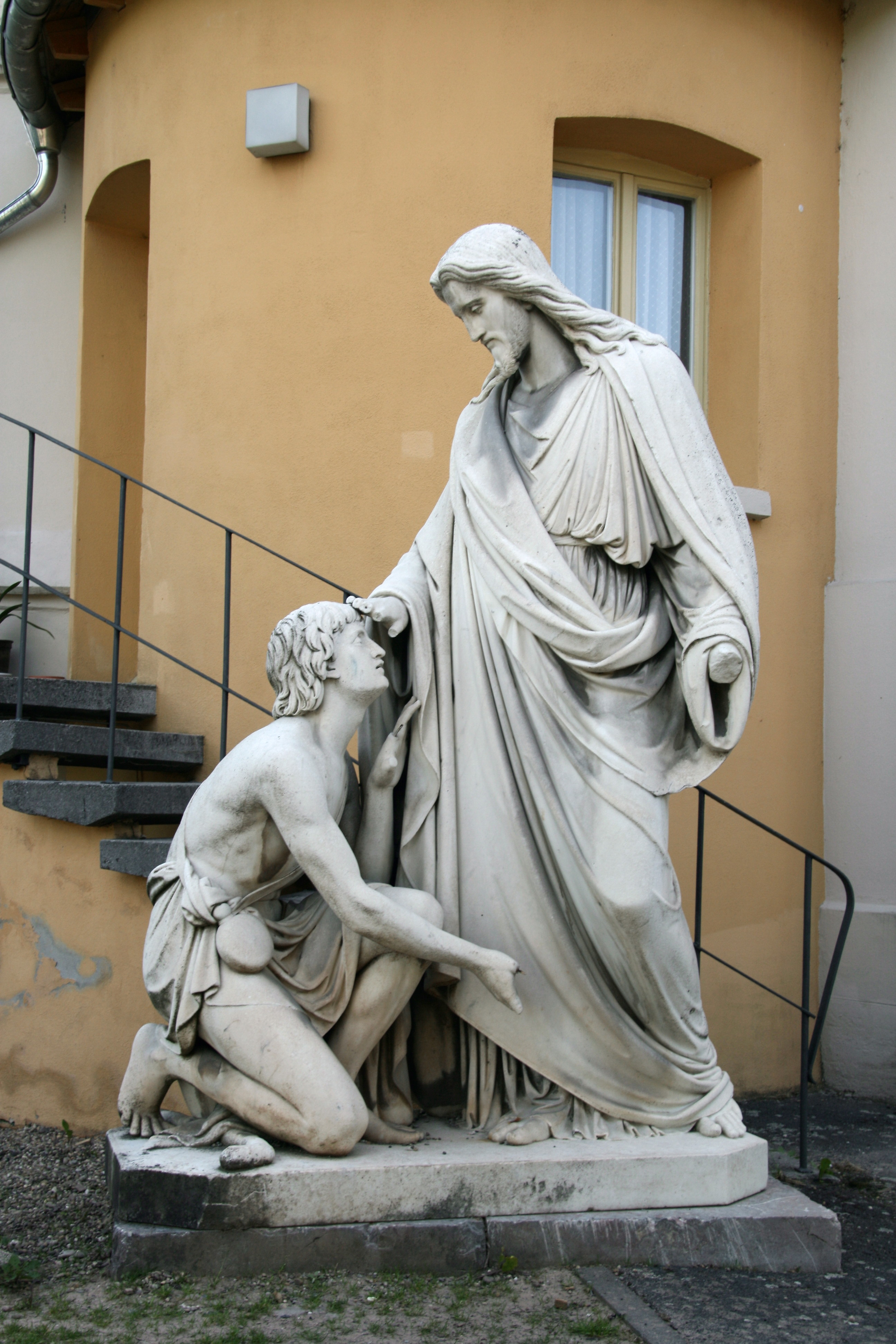
Jesús guarint el cec Bartimeu, per Johann Heinrich Stover de 1861.

A l'Evangeli, Bartimeu (que significa fill de Timeu en arameu) és el nom del cec guarit per Jesús a l'entrada del Jericó. Aquest episodi existeix als tres evangelis sinòptics (Marc［Mc 10:46-52］ Mateu［Mt 20:29］ i Lluc［Lc 18:35-43］), però el nom de Bartimeu només apareix a Marc.
Bartimeu suplica: «Fill de David, Jesús, tingues pietat de mi!».
Aquest episodi pot llegir-se com una paràbola del descobriment de la fe. Així, al principi, Bartimeu està cec -assegut al llarg del camí. Al final, Bartimeu està "veient" i segueix Jesús al camí.